# Font de Fontalba (Ulldemolins)
La Font de Fontalba és una font d'Ulldemolins (Priorat) inclosa a l'Inventari del Patrimoni Arquitectònic de Catalunya.

## Descripció
El conjunt és compost per un petit bassiol, que fa els efectes de reserva o dipòsit d'aigua i que és recobert per una petita volta de mig punt. El conjunt és compost per un total de 42 carreus.

## Història
El consell municipal acordà el 7 d'abril del 1561 la construcció d'aquesta nova font a fi i efecte de subvenir les majors necessitats d'aigua de la població, que la Font Vella no podria cobrir. Fou donada a fer a preu fet. Damunt de la font hi havia les forques dels penjats.